# Villa Aldobrandini
La Villa Aldobrandini, también conocida como Belvedere, es una villa italiana ubicada en la ciudad de Frascati, ciudad metropolitana de Roma Capital, propiedad de la familia Aldobrandini. Fue creada por orden del cardenal Pietro Aldobrandini, sobrino del Papa Clemente VIII. La villa fue erigida sobre un edificio preexistente, el cual había sido construido por Pier Antonio Contugi a mediados del siglo XVI.
La villa fue reconstruida a su forma actual por Giacomo della Porta entre 1598 y 1602, siendo posteriormente completada por Carlo Maderno y Giovanni Fontana. Entre sus atractivos destaca el Teatro delle Acqua ("Teatro de agua"), creación de Carlo Maderno y Orazio Olivieri. Otras villas con estructuras similares son la Villa de Este en Tívoli y la Villa Torlonia en Frascati.
Dentro del palacio hay pinturas de artistas manieristas y barrocos como los hermanos Zuccari, Caballero de Arpino y Domenico Zampieri.
En 2006, la villa Aldobrandini fue incluida en el bien serial «Villas de la nobleza papal», recogido por Italia en su Lista Indicativa, paso previo a ser declarado patrimonio de la Humanidad.